# Sever do Vouga
Sever do Vouga es una villa portuguesa, situada en el distrito de Aveiro, región Centro y comunidad intermunicipal de Aveiro, con cerca de 2700 habitantes. 
Es sede de un pequeño municipio con 129,85 km² de área y 11 063 habitantes (2021), subdividido en siete freguesias. El municipio limita al norte con el municipio de Vale de Cambra, al este con Oliveira de Frades, al sur con Águeda y al oeste con Albergaria-a-Velha y con Oliveira de Azeméis.

## Demografía
| Gráfica de evolución demográfica de Sever do Vouga entre 1864 y 2021 |
|                                                                      |
| Datos según el nomenclátor publicado por el INE portugués.           |

## Organización territorial
El municipio de Sever do Vouga está formado por siete freguesias:
- Cedrim e Paradela
- Couto de Esteves
- Pessegueiro do Vouga
- Rocas do Vouga
- Sever do Vouga
- Silva Escura e Dornelas
- Talhadas